# 博斯基 (新墨西哥州)
博斯基（英語：Bosque）是位於美國新墨西哥州巴倫西亞縣的非建制地區。

## 歷史
博斯基的郵局自1918年營運至今。

## 地理
博斯基所處的海拔為高於海平面1457米（即4780英呎），而該地所採用的時區為UTC-7，即北美山地时区（MST）。同時該地設有夏令時間，為UTC-7調快一小時，即UTC-6（MDT）。